# Marie Görlich

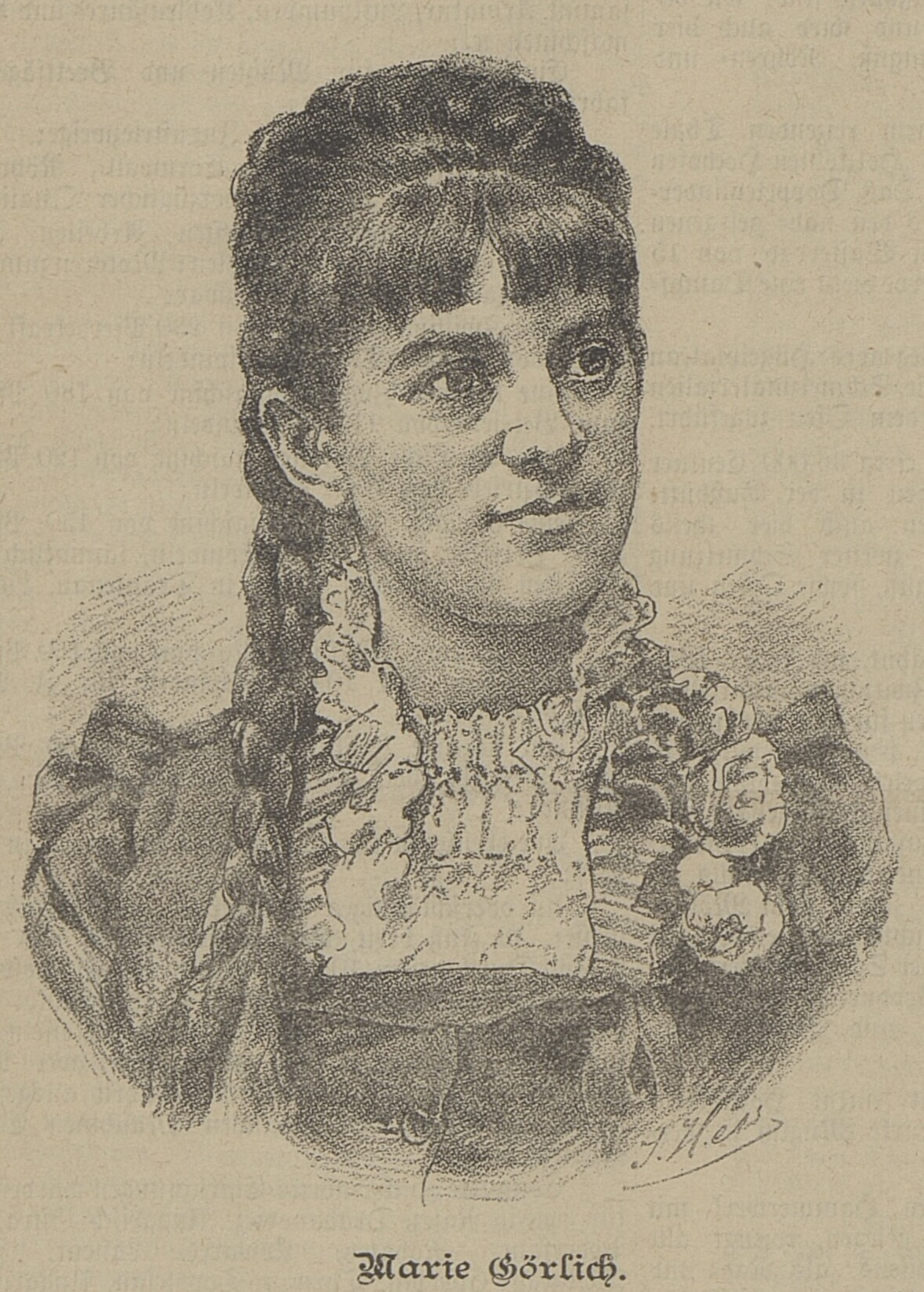
Marie Görlich (Mährisch-schlesischer Correspondent, 1888)

Marie Görlich, auch Görlichová (* 7. Juni 1851 in Brünn; † 18. Februar 1896 ebenda), war eine mährische Malerin und Illustratorin.

## Leben
Marie Görlichs künstlerischer Werdegang ist eng mit dem ihrer jüngeren Schwester Sophie Görlich (auch Žofie Görlichová; * 1855 Brünn; † 20. April 1893 ebenda) verknüpft. Sie stammten aus einer bürgerlichen Familie, die der Kunst und Wissenschaften nahestand. Ihr Vater war Ignaz Görlich († 1890), Hausbesitzer in Brünn.
Zunächst daheim unterrichtet besuchten die Schwestern ab 1870 drei Jahre lang die Mal- und Zeichenschule von Josef Zeleny (1824–1886). Durch die Nachwirkungen des Gründerkrachs 1873 und den Tod einer Schwester verzögerten sich zunächst ihre weiteren Studien. Mithilfe von Subventionen des Mährischen Landtags 1876/1877 konnten sie jedoch bei Theodor Pixis in München ihre Kenntnisse und Fertigkeiten in der Maltechnik erweitern. Eine weitere Zuwendung des Landtags 1878 finanzierte ihnen einen Aufenthalt in Wien, wo sie bei Friedrich von Amerling und danach an der Akademie der bildenden Künste bei den Professoren August Eisenmenger und Carl Rudolf Huber studierten.
Nach Abschluss ihrer Studien kehrten Marie und Sophie Görlich in ihre Geburtsstadt Brünn zurück. Dort waren sie als Malerinnen tätig und beschickten die Ausstellungen des Österreichischen Kunstvereins in Wien. Für ihr Gemälde Huldigung Österreichs durch die vier Elemente wurden sie vom Kaiser mit der großen goldenen Medaille für Kunst und Wissenschaft ausgezeichnet.
Marie Görlich starb 1896 im Alter von 44 Jahren in Brünn, knapp drei Jahre nach ihrer Schwester Sophie.

## Werk

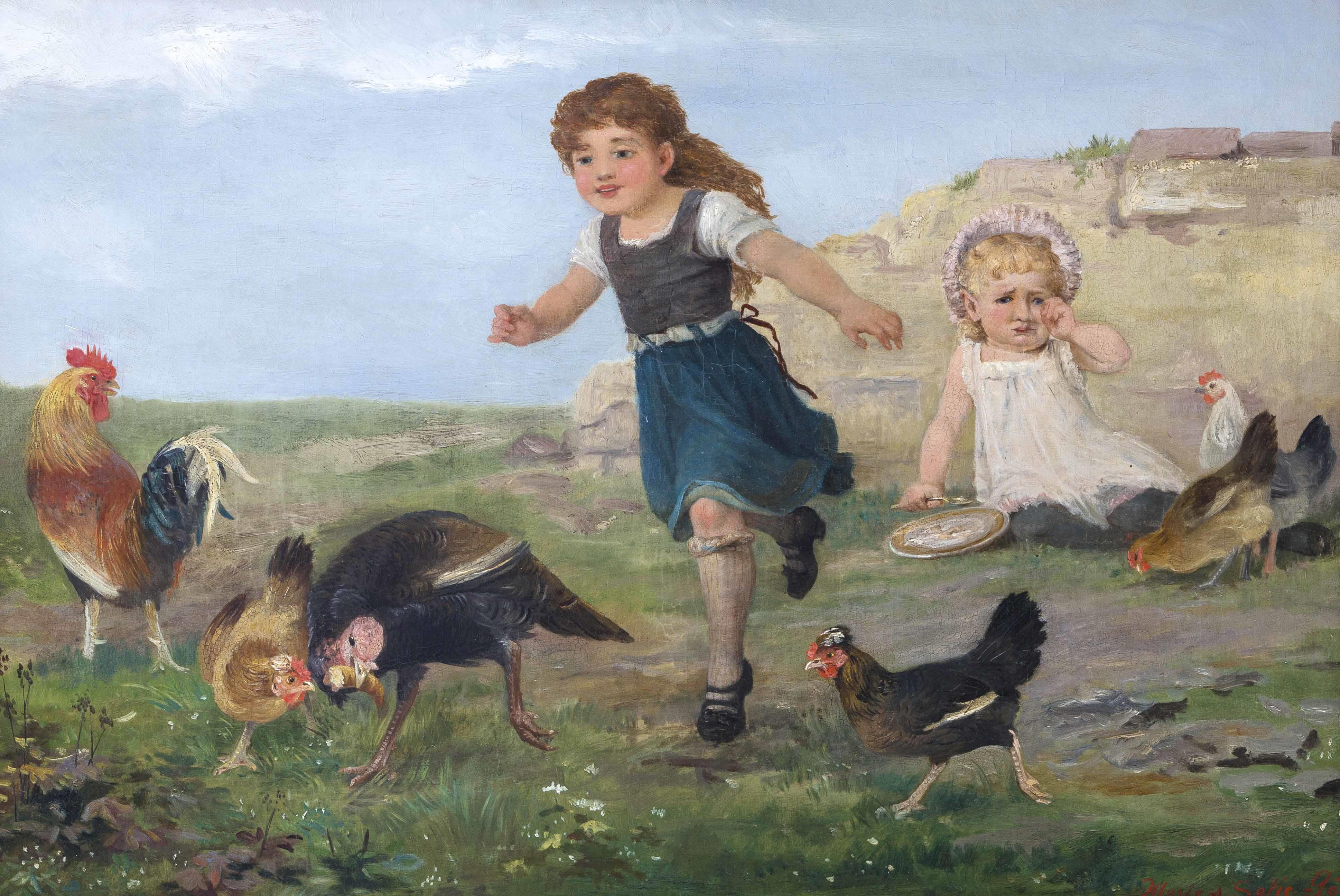
Genrebild von Marie und Sophie Görlich

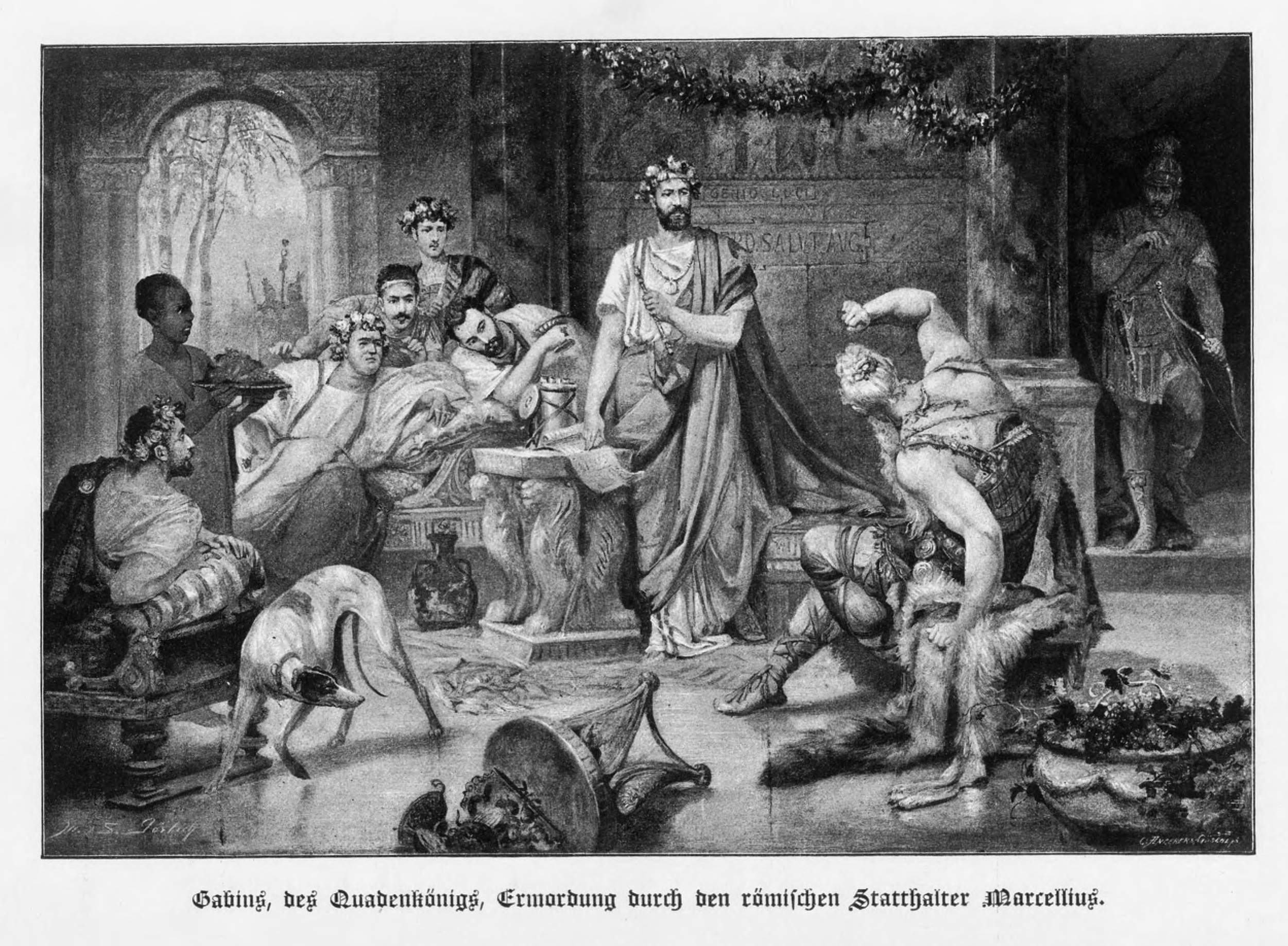
Illustration aus Der Altdeutsche Volksstamm der Quaden

Marie und Sophie Görlich schufen viele ihrer Werke gemeinsam. Sie malten unter anderem Historiengemälde, Porträts, Genrebilder und Tierstücke.
Ihre Leistungen als Malerinnen werden zum Teil kritisch beurteilt. So vermerkt Thieme-Becker, den Schwestern hätten ihre Studien in München und Wien „nur wenig Nutzen“ gebracht, und Manfred Knedlik urteilt im Allgemeinen Künstlerlexikon, Marie Görlich male religiöse Bilder „in oft unbeholfener Manier“. Der zeitgenössische Kunstkritiker Alfred von Wurzbach kritisierte in der Wiener Allgemeinen Zeitung die unrealistische Darstellung der Pferde in ihrem Ölbild Einzug eines Helden in die Walhalla (1885) und meinte, dass die Künstlerinnen vielleicht eher mit kleineren Formaten bzw. Illustrationen, bei denen solche Ungenauigkeiten weniger auffallen, die Anforderungen der Kritiker erfüllen könnten.
Marie und Sophie Görlich waren auch als Illustratorinnen von Kinder- und Jugendbüchern tätig und trugen einige Ansichten für die landeskundliche Enzyklopädie Die österreichisch-ungarische Monarchie in Wort und Bild bei (ab Band 1). Zudem schufen sie die erste Serie Jahreszeitenbilder für die 1885 beim Wiener Lehrmittel-Verlag Hölzel erschienenen Wandbilder für den Anschauungs- und Sprachunterricht. Die an Volksschulen eingesetzten farbigen Wandbilder waren beliebter als ähnliche Produkte und erreichten bald den größten Marktanteil bei didaktischen Bilderserien. Positiv bewertete ein zeitgenössischer Rezensent, dass Marie und Sophie Görlich die dargestellten Kindergruppen in den Bildvordergrund platzierten, wodurch sich Schüler besser mit ihnen identifizieren könnten.
Gemälde (Auswahl)
- Muttergottes mit Kind für die Thomas-Kirche in Brünn, 1875
- Fuchsjagd im Mittelalter, 1881 Ausstellung im Brünner Redoutensaal
- St. Filomena für die Kirche in Zlín, 1881 Ausstellung im Brünner Redoutensaal
- Herrmannschlacht im Teutoburger Wald, 1883 Ausstellung des Österreichischen Kunstvereins
- Germanische Auerochs-Jagd und Straußenjagd in der Pampa (Amerika), 1884 Jagdausstellung des Österreichischen Kunstvereins[7]
- Einzug eines Helden in die Walhalla (Wagnersche Opernszene), Ölbild, 1885 Ausstellung des Österreichischen Kunstvereins[4][8]
- Fata Morgana, die Wüstenschöne, 1885 Ausstellung des Österreichischen Kunstvereins
- Nero betritt den Tempel der Vesta, Ölgemälde, 1885 Ausstellung des Österreichischen Kunstvereins[9]
- Huldigung Österreichs durch die vier Elemente, kam in die Sammlung des Kaisers, große goldene Medaille für Kunst und Wissenschaft
- Häschen, Ölbild, kam in die Sammlung der mährischen Landesgalerie in Brünn
- Löwenjagd, kam in die Sammlung des mährischen Landesausschusses
- Ganymed erschaut den Olymp, Bachus, Diana, Friggas’ Hochzeitszug, Balder’s Tod, Prinz Eugen’s Racheschwur[3]

Illustrationen (Auswahl)
- Otto Julius Bierbaum: Blumen und Blüten für die Jugend. Petters, Heidelberg 1888.
- Heinrich Kirchmayr: Der Altdeutsche Volksstamm der Quaden. Verlag des Vereines „Deutsches Haus in Brünn“, Brünn 1888.